# 植物について
『植物について』（希: Περὶ φυτῶν、羅: De plantis、英: On Plants）とは、アリストテレス名義の自然学短篇著作の1つであり、『小品集』を構成する9篇の内の1つ。アリストテレスの作品ではなく、ペリパトス派（逍遙学派）の後輩たちの作品と見られている。

## 構成
全2巻17章から成る。
- 第1巻 - 全7章
  - 第1章 - 植物における生命とは何か。アナクサゴラス、エンペドクレス、デモクリトス、プラトンの説。
  - 第2章 - 植物は呼吸・感覚・睡眠・覚醒を持たない。植物には本性的な熱と湿がある。
  - 第3章 - 植物の成分 --- ゴム質、繊維、茎、樹肉、木質、樹皮、髄など。木の部分 --- 小枝、葉、枝、花、吸枝、果皮など。
  - 第4章 - 植物の成長の諸相 --- 果実、根、吸枝、幹、枝など。植物の種類 --- 灌木、草、野菜など。植物の繁殖地 --- 家庭、庭園、野生。
  - 第5章 - 植物の差異 --- 果実、葉、樹皮、枝、根、吸枝、樹液、中身、食用・非食用、果実・葉の発生、色など。
  - 第6章 - 芳香のある木。植物の発生の違い --- 移植、接穂、種、自然発生。植え方。種における違い。
  - 第7章 - 植物の変種。植え付けの時期。植物の効用（産物）による分離 --- 油、種、酒、薬用、毒。
- 第2巻 - 全10章
  - 第1章 - 植物の構成。植物の3つの力 --- 土（個体性）、水（統一性）、火（凝結性）。植物の運動としての栄養の吸引。
  - 第2章 - 地震の機制と植物との差異。水に沈むものと沈まないもの。
  - 第3章 - 淡水、海水の植物の関係。
  - 第4章 - 普通でない場所の植物 --- 水面上、土中、熱地、寒冷地、温水地、硫黄質の土地。
  - 第5章 - 岩の間の植物。その成長が遅い原因。
  - 第6章 - 植物に必要な四要素 --- 種、土地、水、空気。
  - 第7章 - 植物の成長の三類 --- 1.葉の前に果実、2.葉と同時に果実、3.葉の後に果実
  - 第8章 - 植物の色 --- 外部が緑、内部が白が普通。植物の三型 --- 1.上伸、2.下伸、3.中間。植物の形は種の性質と量、花・果実は湿気・栄養による。
  - 第9章 - 落葉は急な希薄化によって生じる。果実発生の原理。
  - 第10章 - 果実の味。苦くなるのは熱・湿の不十分さによる。甘味。酸味。加熱・熟成による苦味。太陽熱の影響。

## 日本語訳
- 『アリストテレス全集10』 岩波書店、1969年